# Trzebownisko

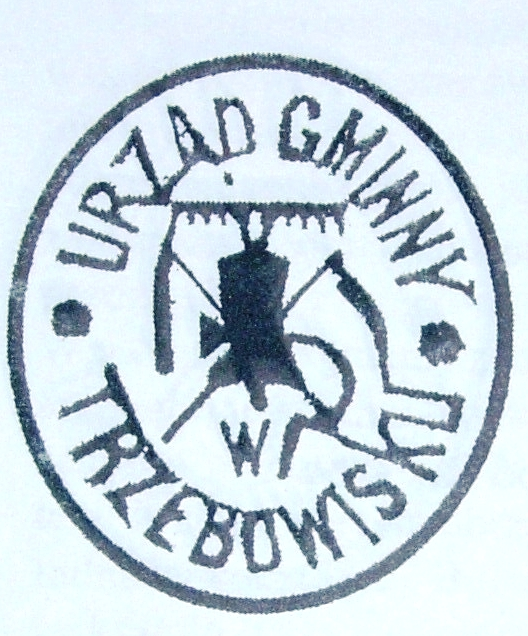
Historyczna pieczęć gminna

Trzebownisko – wieś w Polsce, położona w województwie podkarpackim, w powiecie rzeszowskim, w gminie Trzebownisko. Jest siedzibą gminy Trzebownisko. Wieś ma 3713 mieszkańców.
Prywatna wieś szlachecka, położona w województwie ruskim, w 1739 roku należała wraz z folwarkiem do klucza Łąka Lubomirskich. W latach 1975–1998 miejscowość administracyjnie należała do województwa rzeszowskiego.
Miejscowość jest siedzibą parafii św. Wojciecha i Niepokalanego Poczęcia NMP, należącej do dekanatu Rzeszów Północ, diecezji rzeszowskiej.
Wieś położona nad Wisłokiem, na równinie Pradoliny Podkarpackiej, 5 km na północ od Rzeszowa.
Działa tutaj Ochotnicza Straż Pożarna, Ludowy Klub Sportowy i Koło Gospodyń Wiejskich.

## Integralne części wsi
| SIMC    | Nazwa       | Rodzaj    |
| ------- | ----------- | --------- |
| 0664668 | Na Łaniu    | część wsi |
| 0664674 | Na Ujezdnem | część wsi |
| 0664680 | Pasternik   | część wsi |
| 0664697 | Przy Moście | część wsi |
| 0664705 | Spiny       | część wsi |
| 0664711 | Zadworze    | część wsi |
| 0664728 | Zagumnie    | część wsi |
| 0664734 | Zawodzie    | część wsi |

## Historia
Wieś powstała w XIV wieku.
Trzebownisko powstało prawdopodobnie w połowie XIV wieku. Wieś została osadzona na karczunku leśnym. W źródłach pojawia się w 1415 roku. Początkowo należała do Rzeszowskich. Pod koniec XV wieku przeszła w ręce Pileckich z Łańcuta, a później kolejno do Lubomirskich, Sanguszków, Morskich i Jędrzejowiczów. W roku 1892 wieś posiadała 218 domów i 978 mieszkańców. W 1933 wieś została siedzibą gminy, która prócz dzisiejszych wsi składała się jeszcze z Miłocina i Staromieście (obecnie dzielnica miasta Rzeszowa). Podczas okupacji była silnym ośrodkiem oporu różnych ugrupowań (m.in. była siedzibą komitetu PPR okręgu rzeszowskiego). Z tego powodu w latach 1943 – 1944 przeżywała represje okupantów, za co w roku 1974 została odznaczona Krzyżem Grunwaldu. 
Obecnie wieś zajmuje 760 ha, a zamieszkuje ją 3082 osoby.
Wieś jest duża i rozwinięta, nie posiada kształtu żadnej typowej wsi. Na terenie wsi znajduje się gospodarstwo szklarniowe i zakład mleczarski "Mlekovita" (dawniej Rzeszowskiej Spółdzielni Mleczarskiej „Resmlecz”). Ponadto działa tu wiele mniejszych podmiotów gospodarczych.
W środku wsi znajduje się szkoła podstawowa, obok niej powstał nowoczesny budynek gimnazjum. Obok szkoły stoi pomnik ku czci zabitym mieszkańcom wsi i żołnierzom radzieckim, a dalej kościół parafialny pw. Św. Wojciecha. We wsi działają takie organizacje jak: Ochotnicza Straż Pożarna, Ludowy Klub Sportowy, Koło Gospodyń Wiejskich, Stowarzyszenie Przyjaciół Trzebowniska i inne. W sieci działa również pierwszy na Podkarpaciu Wiejski Serwis Internetowy.
W 1973 r. wieś została odznaczona Krzyżem Grunwaldu II klasy.
Składa się z następujących części:
Zadworze - od znajdującego się tutaj dawniej dworu. Obecnie znajduje się tutaj kościół, budynek Urzędu Gminy i wiele nowych budynków mieszkalnych, a także dawne zabudowania podworskie
Spiny - które zostały odłączone od Łąki i przyłączone do Trzebowniska w latach 80. XX wieku. Nazwa pochodzi od położenia między Trzebowniskiem a Terliczką. Przysiółek ten „spina” obie wsie.
Zawodzie - leżące za mostem na Wisłoku, które powstało w II połowie XIX w. Szybki rozwój tej dzielnicy nastąpił w ostatnich dziesięcioleciach XX wieku
Koniec - przy drodze do Zaczernia
Urodził się tu Józef Kogutek – działacz komunistyczny, oficer GL i AL.